# Jules Fontanez

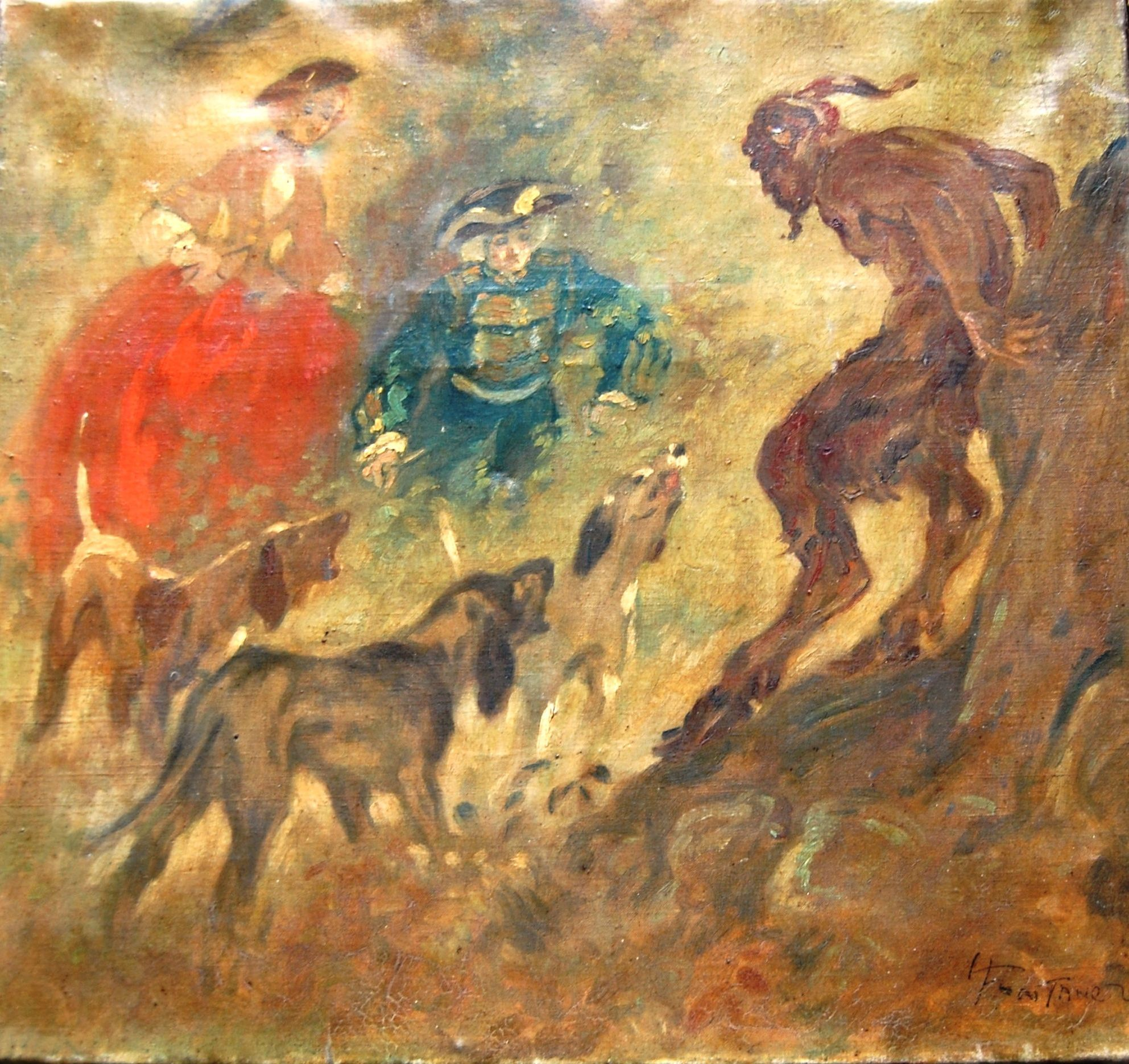
Der Satyr

Jules Fontanez (* 2. Mai 1875 in Genf; † 28. November 1918 ebenda) war ein Schweizer Maler, Karikaturist und Illustrator.

## Leben
Sein Vater Leon starb, als Jules Fontanez vier Jahre alt war. Seine verwitwete Mutter Joséphine Mollard heiratete den Uhrmacher Louis Frédéric Zurlinden.
Mit fünfzehn Jahren lernte Fontanez Holzschnittkunst an einer Kunsthandwerkschule. Seine Mitschüler waren Henry-Claudius Forestier und Édouard Vallet. Er arbeitete als Karikaturist für verschiedene Zeitungen. Im Jahr 1898 ging er nach Paris und wurde Schüler von Antonio de la Gandara, einem ehemaligen Schüler von Jean-Léon Gérôme.
Er unternahm mehrere Reisen nach Grossbritannien, wo er melancholische Landschaftsbilder malte. Er illustrierte die Erzählungen von Alphonse Allais und Alfred Capus. Er lieferte auch Zeichnungen an den Courrier français, die satirische Zeitschrift der Pariser 1900er Jahrhundertwende. In seinen Werken erschienen die Gestalten der Commedia dell’arte: Pierrot, Pierrette, Harlekin und Pulcinella.
Als Karikaturist und Illustrator war Fontanez in vielen Zeitungen tätig. Fontanez war mit den dekadenten Schriftstellern wie Jean Lorrain und Robert de Montesquiou befreundet.
Er stellte seine Werke 1903 auf der Kunstausstellung der Société nationale des beaux-arts aus.
Ab 1907 arbeitete Fontanez in der humoristischen Zeitung Le Rire. Fontanez war auch Mitarbeiter der Delagrave-Verlagsanstalt. Er illustrierte die Kinderbücher von Jules Chancel. Im Jahr 1909 schlug Daniel Baud-Bovy Jules Fontanez vor, gemeinsam mit anderen Schweizer Künstlern sein Buch Künstlerferien (Vacances d’artistes) zu illustrieren.
Im August 1914, nach dem Ausbruch des Ersten Weltkriegs, kehrte Fontanez nach Genf zurück. Er gestaltete die Dekorationen zur Hundertjahrfeier des Beitritts Genfs zur Schweizerischen Eidgenossenschaft (1814–1914). Bald danach erkrankte Fontanez. Blind und gelähmt, von seiner Mutter gepflegt, verbrachte er seine letzten Lebensjahre in einem Rollstuhl. Jules Fontanez starb im Alter von 43 Jahren.